# Scottish Second Division 1999/2000
Die Scottish Football League Second Division wurde 1999/2000 zum 25. Mal nach Einführung der Premier League als dritthöchste schottische Liga ausgetragen. Zudem war es die fünfundzwanzigste Austragung als dritthöchste Fußball-Spielklasse der Herren in Schottland unter dem Namen Second Division. In der Saison 1999/2000 traten 10 Vereine in insgesamt 36 Spieltagen gegeneinander an. Jedes Team spielte jeweils viermal gegen jedes andere Team. Bei Punktgleichheit zählte die Tordifferenz.
Die Meisterschaft gewann der FC Clyde, der sich damit gleichzeitig die Teilnahme an der First Division-Saison 2000/01 sicherte. Neben Clyde stieg auch der Zweit- und Drittplatzierte Alloa Athletic und Ross County auf. Absteigen in die Third Division musste Hamilton Academical. Torschützenkönig mit 17 Treffern wurde Ally Graham von Stirling Albion.

## Statistiken

### Abschlusstabelle
| Pl. | Verein                    | Sp. | S  | U  | N  | Tore    | Diff. | Punkte |
| --- | ------------------------- | --- | -- | -- | -- | ------- | ----- | ------ |
| 1.  | FC Clyde                  | 36  | 18 | 11 | 7  | 065:370 | +28   | 65     |
| 2.  | Alloa Athletic            | 36  | 17 | 13 | 6  | 058:380 | +20   | 64     |
| 3.  | Ross County (N)           | 36  | 18 | 8  | 10 | 057:390 | +18   | 62     |
| 4.  | FC Arbroath               | 36  | 11 | 14 | 11 | 052:550 | −3    | 47     |
| 5.  | Partick Thistle           | 36  | 12 | 10 | 14 | 042:440 | −2    | 46     |
| 6.  | FC Stranraer (A)          | 36  | 9  | 18 | 9  | 047:460 | +1    | 45     |
| 7.  | Stirling Albion           | 36  | 11 | 7  | 18 | 060:720 | −12   | 40     |
| 8.  | FC Stenhousemuir (N)      | 36  | 10 | 8  | 18 | 044:590 | −15   | 38     |
| 9.  | Queen of the South        | 36  | 8  | 9  | 19 | 045:750 | −30   | 33     |
| 10. | Hamilton Academical 1 (A) | 36  | 10 | 14 | 12 | 039:440 | −5    | 29     |

Platzierungskriterien: 1. Punkte – 2. Tordifferenz – 3. geschossene Tore – 4. Direkter Vergleich (Punkte, Tordifferenz, geschossene Tore)
| Saison 1999/2000 |

| Zum Saisonende 1998/99 |                                   |
| (A)                    | Absteiger aus der First Division  |
| (N)                    | Aufsteiger aus der Third Division |